# Fången 53
Fången 53 är en brittisk-svensk dramafilm från 1929 i regi av Anthony Asquith. 

## Om filmen
Filmen premiärvisades i Sverige 27 januari 1930 som stumfilm med svenska texter. Den brittiska premiären skedde 18 augusti 1930 eftersom man där omarbetatde filmen med viss dialog och musik eftersynkroniserad. Den brittiska versionen skilde sig väsentligt i redigeringsdetaljer från den stumfilm som visades i Sverige och blev 13 minuter längre. Filmen kom att bli reissören Anthony Asquith sista stumfilm. Som förlaga har man Herbert Prices berättelse A Cottage on Dartmoor. Inspelningen av filmen skedde vid Welwyn Studios i Storbritannien samt vid Filmstaden i Råsunda av Axel Lindblom.

## Roller i urval
- Norah Baring - Sally, manikurist
- Hans Adalbert Schlettow - Harry, bonde
- Uno Henning - Joe, frisör
- Judd Green - kunden